# Wetten (Plato)

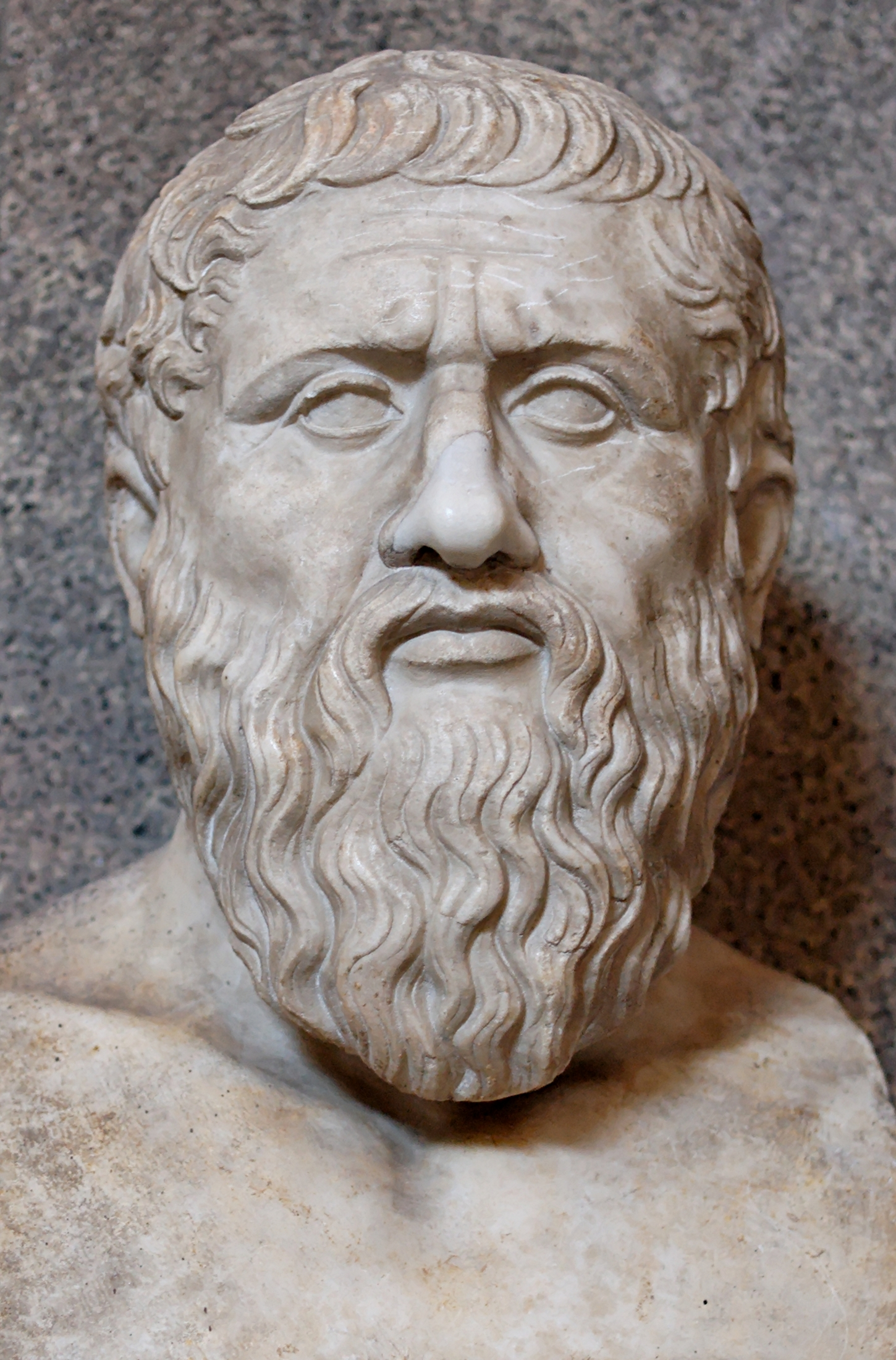
Plato

De Wetten is Plato's laatste en langste dialoog. In dit uit twaalf boeken bestaande werk komen de onderwerpen staatsinrichting, wetgeving (soms zeer gedetailleerd), opvoeding en staatsgodsdienst aan bod. Vanaf het vierde boek worden deze beschouwingen gegoten in de vorm van de inrichting van een nieuwe kolonie, Magnesia geheten. Veelal worden de voorgestelde wetten voorafgegaan door een 'voorwoord', waarin Plato nadere uitleg geeft.
Plato had inmiddels de mislukking achter de rug op Sicilië, waar hij er niet in was geslaagd de tiran Dionysius II van Syracuse van zijn denkbeelden te overtuigen (op deze gebeurtenissen wordt in de zevende brief gezinspeeld.) Men gaat ervan uit dat we in de Wetten veel terugvinden van hetgeen hij daar had willen invoeren. Verder is het mogelijk dat de Wetten bedoeld was voor leden van de Academie die her en der in Griekenland optraden als politiek raadgevers.

## Deelnemers aan het gesprek
Aan het woord zijn drie oude mannen: de Kretenzer Kleinias uit Knossos, de Spartaan Megillos, en de niet bij name genoemde bezoeker uit Athene. Het is vooral deze laatste die aan het woord is. Het gesprek vindt plaats op Kreta, tijdens een wandeling naar de grot van Zeus.

## Inhoud

### Voorwoord tot de wetgeving
De eerste boeken vormen een uitgebreid voorwoord tot de wetgeving als geheel.
Waartoe dienen wetten? is de vraag van de Athener. Ze zijn opgesteld met het oog op oorlog, antwoordt Kleinias. Van nature heerst er een 'oorlog van allen tegen allen', en daarbij kan men maar beter de overhand hebben. De Athener is van mening dat de wetgever als taak heeft ook de oorlog van allen tegen allen binnen de staat in goede banen te leiden. Verschil tussen succes in een externe oorlog en in een interne strijd is dat de eerste voornamelijk 'moed' vergt, de tweede vereist ook kwaliteiten als zelfbeheersing, rechtvaardigheid en redelijkheid. Dus moet de wetgever op het bevorderen van al die deugden gericht zijn.
In het derde boek illustreert Plato aan de hand van de lotgevallen van enkele historische staatsverbanden de rol van wetten bij toenemende groepsvorming. Na sociaal eenvoudige groepen als clans komen o.a. Sparta, het Perzische Rijk en Athene (698a-701d) aan bod. Het succes in de oorlog tegen de Perzen werd in Athene gevolgd door een verval, dat werd ingeluid door een cultureel fenomeen: op het gebied van muziek/poëzie begon men, om het publiek te behagen, genres te combineren. Daar waar eerder competente experts dit zouden hebben verhinderd, werd nu het publiek de doorslaggevende factor (Plato introduceert het neologisme theatrocratie). Men overtrad aan de dichtkunst inherente regels. Dat werd weldra gevolgd door een overtreden van de wetten, omdat men op dit gebied nu ook dacht zelf de wijsheid in pacht te hebben.
Conclusie is dat een staat vrijheid, wijsheid en eenheid dient te bezitten, en dat dit het best kan in een staatsvorm die een mengsel is van 'monarchie' en 'democratie'. Excessen (in Perzië het gebrek, in Athene het teveel aan vrijheid) leiden tot verval. Na afloop van dit betoog van de Athener onthult Kleinias dat hij lid is van een commissie voor de opstelling van de wetten voor een nieuw op te richten Kretenzische kolonie.

### Opvoeding
Wetten dienen het hele menselijk leven in goede banen te leiden, daarom komt in de Wetten ook opvoeding uitgebreid aan bod. De juiste paideia (opvoeding, scholing, training, vorming) wordt aan het begin van het tweede boek als volgt omschreven, nadat Plato heeft gezegd dat vreugde en verdriet de eerste emoties van een kind zijn, en dat deze de bron vormen voor wat hij als goed en slecht ervaart: Dat vreugde en liefde, verdriet en haat, in de ziel gekoppeld worden aan het juiste voorwerp. De opzet is dat de volwassen mens later ook verstandsmatig instemt met hetgeen hem als kind emotioneel is bijgebracht, opdat hij: tot aan zijn dood haat wat gehaat moet worden, en bemint wat bemind moet worden. Dit doel wordt even later nader toegesneden op het onderwerp van de dialoog: Dat het kind geen vreugde of verdriet ervaart die tegengesteld is aan de wet. In deze paideia spelen muziek en dans een grote rol. In het zevende boek wordt de opvoeding verder besproken, waarbij onder andere wordt aanbevolen kinderen zo op te voeden dat ze beide handen even goed kunnen gebruiken, net als onze voeten. Daar wordt ook Egypte ten voorbeeld gesteld v.w.b. het handhaven van tradities: in Magnesia mogen er bij de opvoeding geen innovaties plaatsvinden op het gebied van zang en dans. Als een generatie gaat afwijken van een vorige, dan brengt dat alleen maar risico's voor de stabiliteit van de samenleving met zich mee.

### Functie van wetten
Wetten zijn voor Plato een second-best oplossing. In het ideale geval staat aan het hoofd van een stadstaat iemand die perfect rechtvaardig is, en als levend wezen op levende situaties kan reageren. Bij gebrek aan zo iemand is de instelling van wetten de beste oplossing. Wetten zijn geconcretiseerde redelijkheid; op twee plaatsen suggereert Plato dat het woord rede (nous) verwant is met het woord nomos (wet). Wetten zijn dus in staat het maatschappelijke en individuele leven rationeel te maken. Deze wetten hebben namelijk voor Plato ook een sterk educatieve functie, en moeten het gehele menselijk leven van de geboorte tot aan de dood in goede banen leiden. Zo worden onder andere wetten omtrent het huwelijk beschreven (waarbij er voor mannen een straf staat op het ongehuwd zijn na hun 35e jaar), en verdere zaken betreffende het familierecht zoals echtscheiding en de opvang van wezen; 'economische' aspecten zoals de verdeling van rijkdom, leningen en handel, maar ook details omtrent de landbouw, of de regeling van begrafenissen. Maar niet alleen dat, ook stelt hij voor dat delen van de Wetten aan de jeugd als leerstof worden opgegeven.
Plato erkent het bestaan van 'ongeschreven wetten'; deze kunnen dienen om de gaatjes op te vullen, daar waar de geschreven wetten tekortschieten. Het vermijden van incest wordt als een voorbeeld van een ongeschreven wet genoemd;

### De staatsinrichting van Magnesia
De nieuw op te richten kolonie doet in veel aspecten sterk aan het door Plato bewonderde Sparta denken, maar ook Atheense elementen komen erin voor.
De staat moet 5040 gezinnen bevatten (dat wil zeggen 5040 mannelijke burgers, plus hun vrouwen, slaven en kinderen). Aan het hoofd staan de gekozen Wakers over de wet, die worden aangesteld ter handhaving van de wetten. Verder hebben ze als functie censuur uit te oefenen op alle publicaties De leden hiervan moeten tussen de 50-70 jaar zijn. Daarnaast is er een Raad, bestaande uit 360 mannen. Verder wordt een kleiner comité beschreven dat 's nachts zijn beraadslagingen houdt, en dat moet bestaan uit mensen die de gedachten achter de hele staatsinrichting kunnen begrijpen.
Alle staatsfunctionarissen moeten na afloop van hun termijn rekenschap afleggen, waarbij aangetoond wangedrag de doodstraf tot gevolg kan hebben.

### De godsdienst in Magnesia
In het tiende boek wordt de godsdienst van Magnesia beschreven, inclusief de niet geringe straffen voor hen die zich bezondigen aan godslastering, of die er een privé-cultus op nahouden. Er mag nl. maar één godsdienst zijn, de staatsgodsdienst. Iedere getuige van wangedrag op dit gebied dient aangifte te doen. De straffen beginnen met een aantal jaar gevangenis, gedurende welke periode de delinquenten bezoek krijgen van mensen die hen van hun verkeerde inzichten trachten te overtuigen. Mocht iemand na vrijlating weer betrapt worden, dan volgt de doodstraf.
Voor informatie over de inhoud van deze godsdienst, zie het artikel Plato's theologie.

## De toon van dit werk en zijn plaats binnen Plato's oeuvre
De Wetten staat in veel opzichten apart van de rest van Plato's werk. Niet alleen komt Socrates er niet in voor, het is ook niet een filosofisch werk in die zin dat er een abstract betoog wordt opgebouwd of een discussie wordt gevoerd. Wilamowitz zei zelfs met zoveel woorden dat wie hier filosofie zoekt, het werk ongelezen kan laten Daarentegen is A.E. Taylor van mening dat de Wetten Plato's rijpste gedachten bevat; hij erkent dat het iemand die gericht is op metafysica of wetenschap niet zal aanspreken, maar wel iemand die geïnteresseerd is in politiek of ethiek. Men kan inderdaad niet ontkennen dat de Wetten onderwerpen behandelt die tegenwoordig tot de Politieke filosofie, de Rechtsfilosofie of de Sociale filosofie gerekend worden.
Delen van de Wetten maken de indruk losse traktaten te zijn geweest; in heel het vijfde boek bijvoorbeeld is uitsluitend de Athener aan het woord. De verklaring hiervoor is mogelijk dat Plato is overleden, voordat hij het werk heeft kunnen voltooien.
Er spreekt uit de Wetten een lage dunk van de mensheid. Dit wordt wel toegeschreven aan Plato's mislukking in Sicilië, maar volledig gedesillusioneerd kan hij niet geweest zijn, anders had hij niet een dergelijke, volledig uitgewerkte blauwdruk voor een nieuwe samenleving geschreven, waarvoor hij veel onderzoek heeft moeten doen. Die lage dunk wordt verwoord als een afhankelijkheid van de mens van wetten: Er moet gezegd worden, dat het noodzakelijk is dat mensen wetten opstellen en daarnaar leven, want zonder wetten zouden ze in niets verschillen van de allerwildste beesten. De mens is slechts een marionet: Laten we ieder van ons als een marionet beschouwen, gemaakt door de Goden. Misschien hebben ze dit voor de lol gedaan, misschien ook was het serieus; dat weten we niet. Wat we wel weten, is dat de emoties in ons als het ware de touwtjes zijn, die ons steeds in tegengestelde richtingen trekken.
Plato lijkt in dit werk de rug toe te keren naar de mensheid om zich meer op de Goden te richten. Het hele leven van de burgers van Magnesia is doortrokken van religieuze festivals; in het vierde boek wordt, met een duidelijke verwijzing naar Protagoras, zelfs gezegd dat God de maat van alle dingen is.
In hoeverre vertoont de Wetten sporen van ouderdom? Langdradigheid kan het werk hier en daar niet worden ontzegd, maar ook dit kan veroorzaakt zijn door het ontbreken van een revisie. Is het volgende citaat een teken van ouderdom: Van alle wilde beesten is het mensenkind het allermoeilijkst onder controle te houden, en zolang zijn verstand nog niet gerijpt is, is het een verraderlijk, bitter, en baldadig wezen dat zijn gelijke niet kent? Anderzijds getuigt de Wetten van een extreme ambitie: Plato ontwerpt tot in de details een geheel nieuwe staat, en deze is zijns inziens zo volmaakt, dat voorkomen moet worden dat de inwoners er iets aan veranderen. Daarom moet ervoor gezorgd worden dat ze zich zelfs niet meer kunnen herinneren dat het ooit anders is geweest.
Een verbijsterend ouderdomswerk, zo kan men de Wetten misschien het beste kwalificeren.

## Nederlandse vertalingen
- Plato, "De wetten", in: Verzameld werk, vol. 3, vert. Xaveer de Win, Antwerpen, Nederlandsche Boekhandel, 1965 (herdrukt 1978 en 1999)
- Plato, Verzameld werk, vol. 17, Wetten, vert. Hans Warren en Mario Molegraaf, 1994. ISBN 9789035118829